# 거창 원천 느티나무
거창 원천 느티나무(居昌 原泉 느티나무)는 대한민국 경상남도 거창군 가조면 장기리, 원천마을에 있는 느티나무이다. 1997년 12월 31일 경상남도의 기념물 제197호로 지정되었다.

## 개요
느티나무는 우리나라를 비롯하여 일본, 대만, 중국 등의 따뜻한 지방에 분포하고 있다. 가지가 사방으로 퍼져 자라서 둥근 형태로 보이며, 꽃은 5월에 피고 열매는 원반모양으로 10월에 익는다. 줄기가 굵고 수명이 길어서 쉼터역할을 하는 정자나무로 이용되거나 마을을 보호하고 지켜주는 당산나무로 보호를 받아왔다.
거창 원천의 느티나무는 나이가 500년 정도로 추정되며, 높이 35m, 둘레 7.8m이다. 유래에 대해서는 알려져 있지 않고, 자라는 상태는 양호한 편이다.
거창 원천의 느티나무는 오랜 세월동안 사람들의 관심과 보살핌 가운데 살아온 나무로 생물학적 가치가 커서 기념물로 지정되었다.

## 참고 문헌
- 거창원천느티나무 - 국가유산청 국가유산포털